# Ikeda Makoto
Makoto Ikeda (sinh ngày 8 tháng 7 năm 1977) là một cầu thủ bóng đá người Nhật Bản.

## Sự nghiệp câu lạc bộ
Makoto Ikeda đã từng chơi cho Albirex Niigata.